# Бахмутская городская община
Бахмутская городская община (укр. Бахмутська міська громада) — территориальная община в Бахмутском районе Донецкой области  Украины.

## Населённые пункты
В состав общины входит 1 город (Бахмут), 1 пгт (Красная Гора) 4 посёлка (Зеленополье, Опытное, Хромово и Ягодное) и 13 сёл (Андреевка, Берховка, Вершина, Весёлая Долина, Видродження, Зайцево, Иванград, Ивановское, Клиновое, Клещиевка, Медная Руда, Новая Каменка, Покровское).